# 江東面 (慶州市)
江東面（：／ Gangdong myeon */?）是大韩民国庆尚北道庆州市下辖的一个面。

## 主要设施
- 兄山江
- 慶州良洞民俗村